# Бранко Краль
Бранко Краль (сербохорв. Branko Kralj, 10 березня 1924, Загреб — 18 грудня 2012, Загреб) — хорватський і  югославський футболіст, що грав на позиції воротаря за декілька загребських команд і національну збірну Югославії.

## Клубна кар'єра
Усю ігрову кар'єру провів, граючи за клуби рідного міста.
У дорослому футболі дебютував 1942 року виступами за команду місцеву «Конкордію», що грала у футбольній першості Незалежної Держави Хорватія. 
У повоєнний час став гравцем «Бораца», до складу якого приєднався 1945 року. Відіграв за цю загребську команду наступні сім сезонів своєї ігрової кар'єри, спочатку у нижчих лігах югославського футболу, а з 1951 року — у його вищому дивізіоні.
Нарешті 1952 року став гравцем найсильнішого на той час загребського клубу, «Динамо», за який і відіграв свої останні чотири сезони у кар'єрі.
Помер 18 грудня 2012 року на 89-му році життя у Загребі.

## Виступи за збірну
1954 року дебютував в офіційних матчах у складі національної збірної Югославії. Протягом кар'єри у національній команді, яка тривала 2 роки, провів у формі головної команди країни 3 матчі.
У складі збірної був учасником чемпіонату світу 1954 року у Швейцарії, на якому, щоправда, був лише резервистом основного голкіпера Владимира Беари і на поле не виходив.

## Титули і досягнення
- Срібний олімпійський призер: 1952
- Чемпіон Югославії: 1953-54